# 須田国太郎

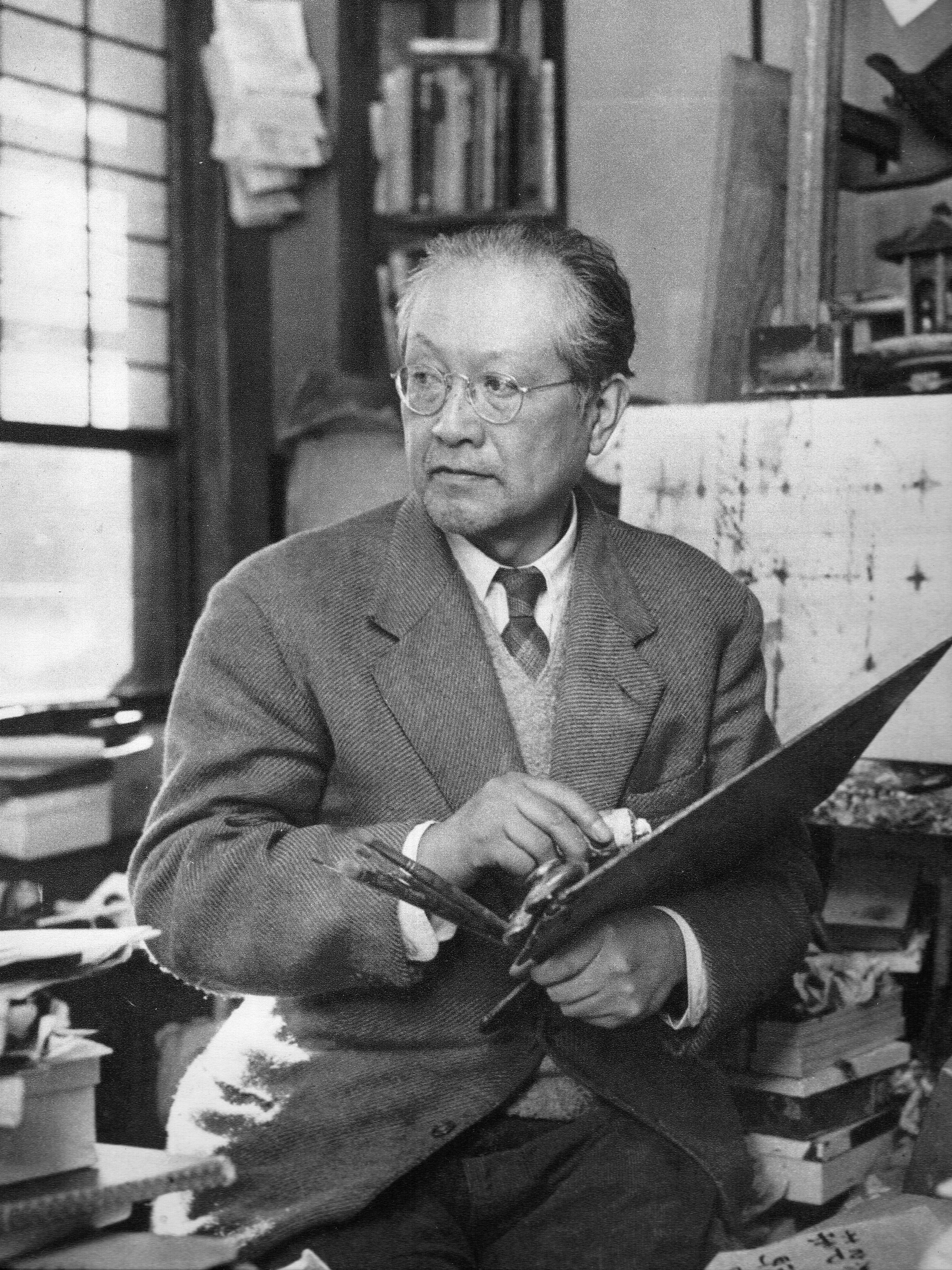
須田國太郎（1954年、田中真知郎撮影）

須田 國太郎（すだ くにたろう、1891年〈明治24年〉6月6日 - 1961年〈昭和36年〉12月16日）は洋画家。京都市立美術大学名誉教授。重厚な作風と東西技法の融合に特色。

## 略歴

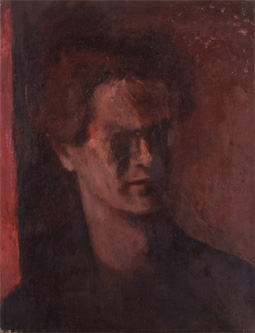
須田国太郎（自画像）

- 1891年（明治24年） - 京都市中京区で生まれる
- 1909年（明治42年） - 京都府立京都第一中学校卒業
- 1910年（明治43年） - 第三高等学校在学中、独学で絵を描き始める
- 1916年（大正5年） - 京都帝国大学哲学科（美学美術史）を卒業して大学院に進む
- 1917年（大正6年） - 関西美術院に入ってデッサンの勉強にも励む
- 1919年（大正8年） - 渡欧。マドリードを拠点に各地を旅しつつ、スペイン美術及びヴェネツィア派を研究
- 1923年（大正12年） - 4年の遊学後32歳のとき帰国。京大美学会に参加するとともに、高等学校の講師をするかたわら制作に励む。帝展に落選
- 1931年（昭和6年） - 長男・寛誕生
- 1932年（昭和7年） - 41歳のとき東京銀座の資生堂画廊で、初めて個展を開く
- 1933年（昭和8年） - 独立美術京都研究所の開設に伴い、学術面の指導者として招かれる
- 1934年（昭和9年） - 独立美術協会会員となって制作活動も本格化、渡欧で得た成果を糧に独自の重厚な作風を確立
- 1947年（昭和22年） - 日本芸術院会員に就任
- 1950年（昭和25年） - 京都市立美術大学（現：京都市立芸術大学）教授に就任
- 1951年（昭和26年） - 昭和天皇が京都大宮御所に行幸した際に「京都と西洋画」について進講した[1]。
- 1956年（昭和31年） - 第28回ヴェネツィア・ビエンナーレに「法観寺塔婆」などを出品
- 1961年（昭和36年） - 12月16日、京都大学病院にて70歳で没。同22日、正四位。

## 主な作品
- 『工場地帯』 1936年、油彩、布、130.5×212.2cm、兵庫県立美術館蔵
- 『書斎』1937年、油彩、画布、130.0×162.0cm、東京国立近代美術館蔵

## 著書
- 『近代美術とレアリズム』（中央公論美術出版、1963年）

## 親族
- 息子：須田寬 - 日本国有鉄道旅客局長、常務理事、東海旅客鉄道初代社長、第2代会長
- 甥：松居直 - 福音館書店元社長、児童文学者
- 遠戚：松居友 - 福武書店（現・ベネッセコーポレーション）児童書部初代編集長、児童文学者
- 遠戚：小風さち - 児童文学作家